# Храм Трёх Святителей на Кулишках
Храм Трёх Святителей на Кулишках — православный храм в Басманном районе Москвы. Относится к Богоявленскогму благочинию Московской епархии Русской православной церкви.
Главный престол освящён в честь вселенских учи́телей и святителей Василия Великого, Григория Богослова и Иоанна Златоуста; нижний придел — в честь преподобного Силуана Афонского (до 2 января 2018 года — в честь святых мучеников Флора и Лавра); верхний придел — в честь Живоначальной Троицы.

## История

### История района
Храм Трёх Святителей расположен в историческом районе Москвы, который раньше называли Кулишки. «Кулишки» (правильнее кулижки) — старинное русское слово, трактуемое различными источниками по-разному. Среди вариантов значений можно найти и топкое, болотистое место, и лес после порубки. Старинный район Кулишки был расположен в месте слияния Москвы-реки и Яузы. В настоящее время это район Солянки с прилегающими переулками до Яузского бульвара и набережной Яузы, а также вся территория бывшего Воспитательного дома.
Рельеф местности здесь был очень живописный. В центре района возвышался холм, который пересекала речка Рачка (в XVIII веке она была спрятана в трубу). В XV веке Василий I построил здесь свой летний дворец с домо́вой церковью, освящённой во имя Святого князя Владимира, известный в настоящее время как Храм Святого Владимира в Старых Садех. На склонах холма были разбиты знаменитые княжеские сады с роскошными фруктовыми деревьями. Рядом с садами были расположены государевы конюшни. На конном дворе была построена деревянная церковь во имя святых мучеников Флора и Лавра, которых в народе почитали, как покровителей лошадей. После строительства по соседству с конюшнями загородного дома московского митрополита (в Трехсвятительском переулке) к церкви Флора и Лавра пристроили домовый митрополичий храм во имя Трех Святителей Вселенских.

### Строительство храма

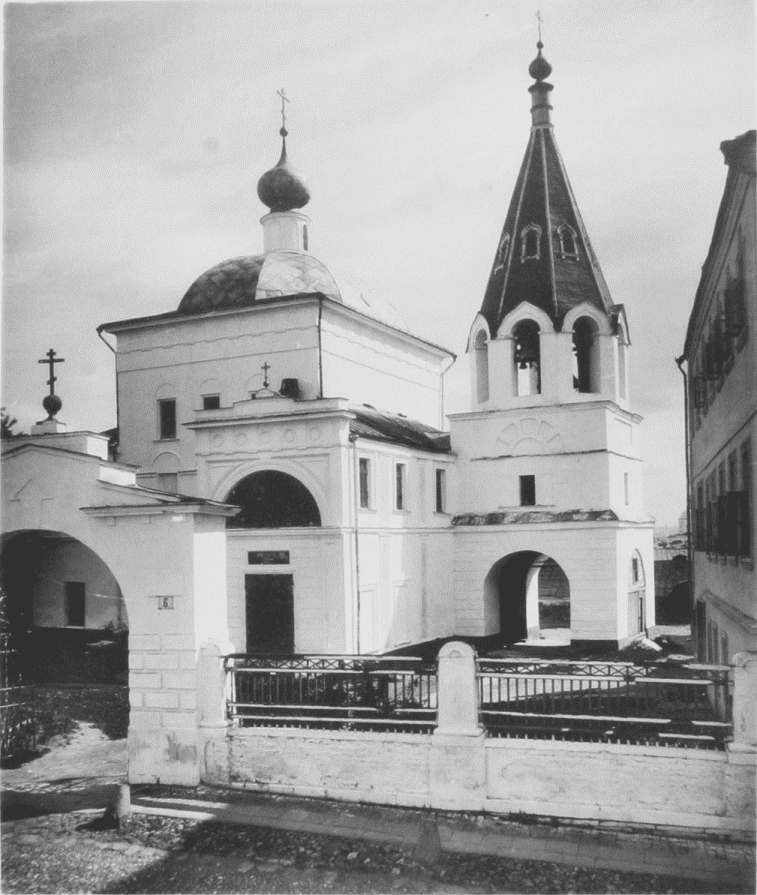
Храм Трёх Святителей, 1882 год

В XVI веке великокняжеская усадьба была перенесена в село Рубцово-Покровское в связи с тем, что юго-восточная часть Белого города стала активно заселяться. Церкви, располагавшиеся ранее в резиденциях, стали приходскими, при них образовались погосты. Сложившаяся в то время сеть улиц и переулков сохранилась до настоящего времени. Не сохранился лишь переулок, ведущий от Никольского переулка (нынешнего Подкопаевского) напрямую к церкви Трёх Святителей мимо приходского кладбища, а также Певческий переулок, ведущий мимо Певческих палат Крутицкого архиерея и Голосовский переулок (сейчас в глубине квартала). Весь холм был назван «Ивановской горкой» в честь основанного здесь монастыря во имя Рождества Иоанна Предтечи.
В 1674 году на средства прихожан был выстроен новый каменный храм. Здание храма сделали двухэтажным, разместив колокольню на углу. На нижнем этаже расположили теплые приделы — Трехсвятительский с юга и Флоролаврский с севера. Верхняя неотапливаемая часть храма была освящена в честь Святой Живоначальной Троицы.

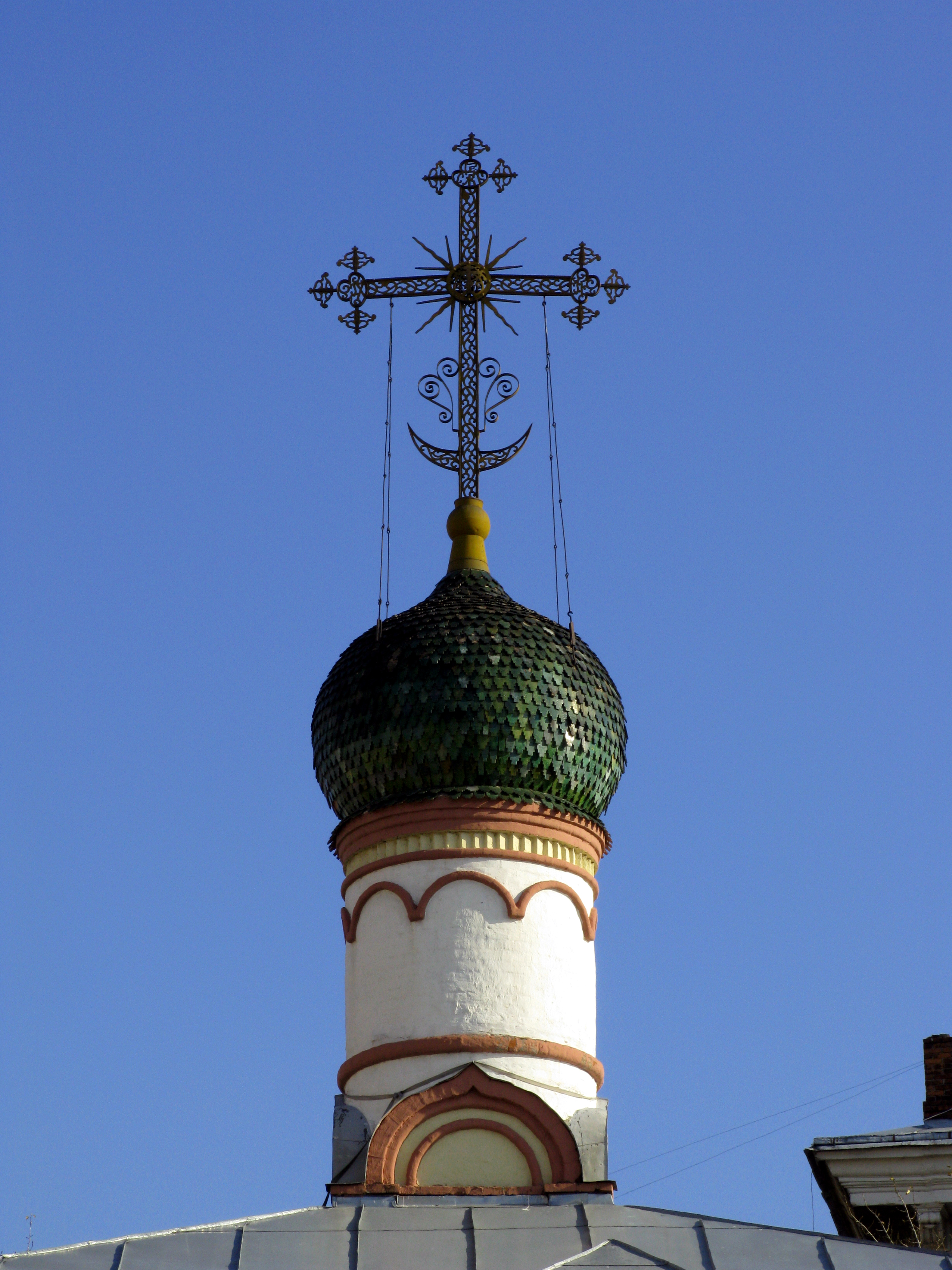
Главы церкви покрыты лемехом

Расположение церкви было очень удачным — на вершине Ивановской горки. Фасады храма украсили узорными наличниками и порталами, на верхний этаж вели высокие крыльца, расположенные в ряд апсиды тёплых приделов завершались крытыми лемехом главами.
Впоследствии в XVIII—XIX веках здание храма несколько раз перестраивалось.

### Советский период
В 1927 году храм был закрыт, его здание передали Мясницкой тюрьме. Церковные ценности были вывезены, исчезла местночтимая икона Богоматери «Прозрение очес» (недоступная ссылка). Здание храма обезглавили, снесли также и шатёр колокольни.
В 1930-е годы здание было передано НКВД. После надстройки 4-го этажа здание храма было превращено в коммуналку.
В 1950-е годы была разрушена ограда.
В 1960-е годы здание использовалось под нужды различных контор. В это же время ВООПИиК начало его реставрацию. Архитектор-реставратор А. И. Окунев решил воссоздать первоначальный облик храма. Была восстановлена колокольня на углу, главы, декор фасадов XVII века. Сохранившаяся часть второй колокольни напоминает о поздних перестройках.
Начиная с 1987 года, в здании храма разместилась мультипликационная студия «Пилот».

### Возрождение храма
В 1991 году была сформирована православная община храма, её возглавил протоиерей Владислав Свешников.

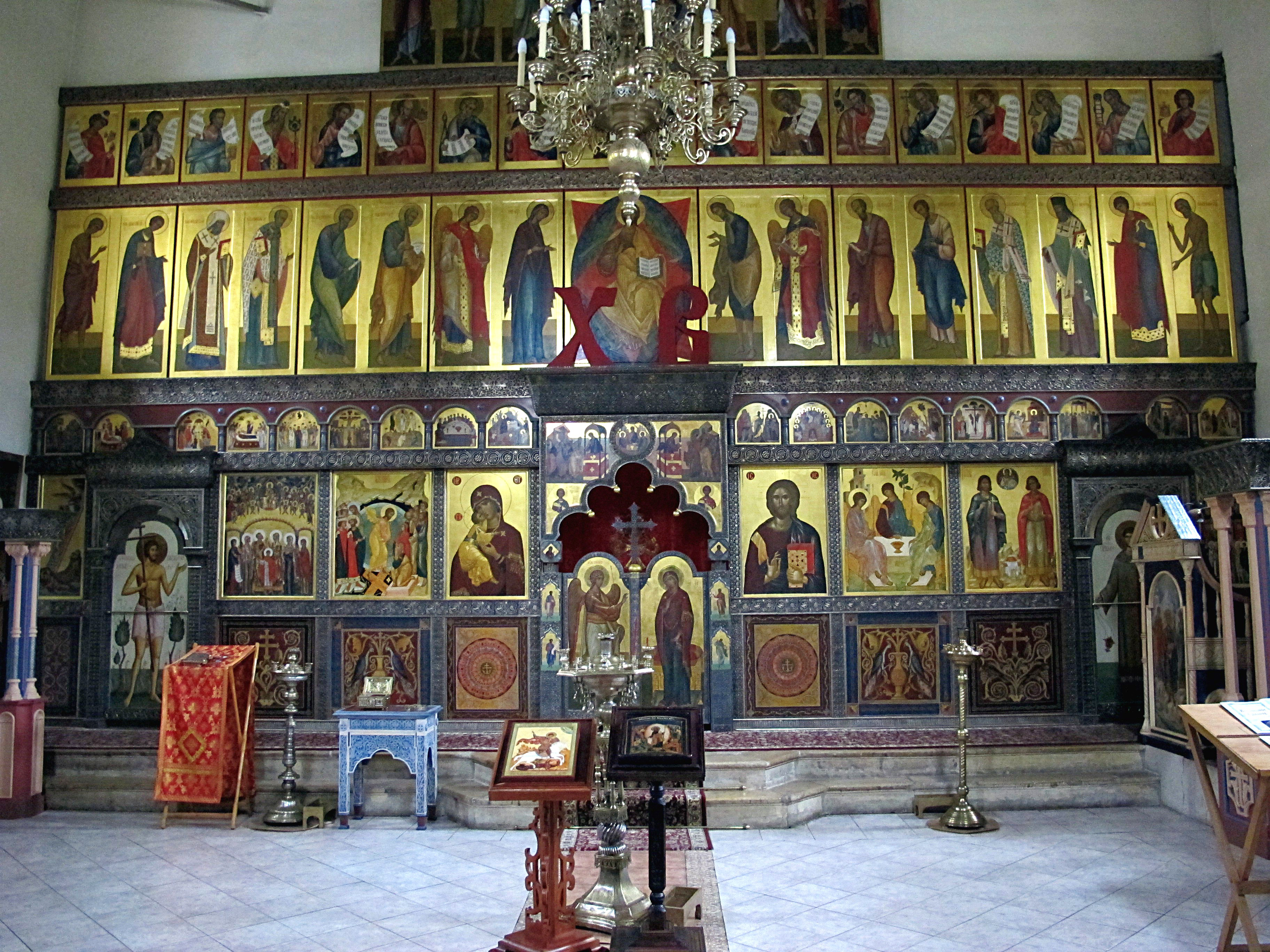
Иконостас «верхнего» придела

30 июня 1992 года здание храма было возвращено Русской православной церкви. Мультипликаторы освободили здание через 4 года, когда для них было найдено новое помещение.
6 июля 1996 года в день празднования Владимирской иконы Божией Матери в верхнем приделе во имя Живоначальной Троицы была отслужена первая литургия.
В 1996 году для служения в храме рукоположён иерей Александр Прокопчук.
11 февраля 2010 года было совершено великое освящение придела в честь Живоначальной Троицы, которое совершил председатель отдела внешних церковных связей Московского патриархата митрополит Волоколамский Иларион (Алфеев).
24 сентября 2017 года митрополит Истринский Арсений совершил освящение придела в честь Трёх Святителей Вселенских. 2 января 2018 года он же освятил придел в честь преподобного Силуана Афонского.
При храме действуют:
- Московские православные регентские курсы[3]. Основатель — в 1989 году — и руководитель Евгений Кустовский.
- Школа православной семьи.
- Воскресная школа.
- Реставрационная мастерская[4].

## Священнослужители
- Настоятель храма — протоиерей Владислав Свешников.
- Протоиерей Александр Прокопчук.
- Диакон Сергий Сиренко (умер 22.03.2014.).

## Известные прихожане
В Храме Трёх Святителей был крещён великий русский композитор Александр Николаевич Скрябин, в ней же крестили сестру Ф. И. Тютчева (в обоих случаях несовершеннолетний будущий поэт был восприемником), а также отпевали его малолетнего брата.
Здесь венчался архитектор Пётр Барановский.
Кроме того, прихожанами Храма были:
- Представители знати XVII века — Шуйские, Акинфовы, Глебовы.
- В XVIII веке — графы Толстые, граф Остерман, князья Волконские, Лопухины, полковник Иван Михайлович Орлов.
- В XIX веке — московский архитектор Ф. К. Соколов, знаменитый зодчий А. Г. Григорьев, Усковы, Карзинкины, Крестовниковы.

Когда в конце 20-х закрывали Храм, супруги Телешовы, Александр и Аделаида (Аделина) Карзинкины первыми среди сплотившихся 600 прихожан поставили свои подписи на документах в защиту Храма. Кроме того, отец и сын Карзинкины в разное время были старостами Храма.

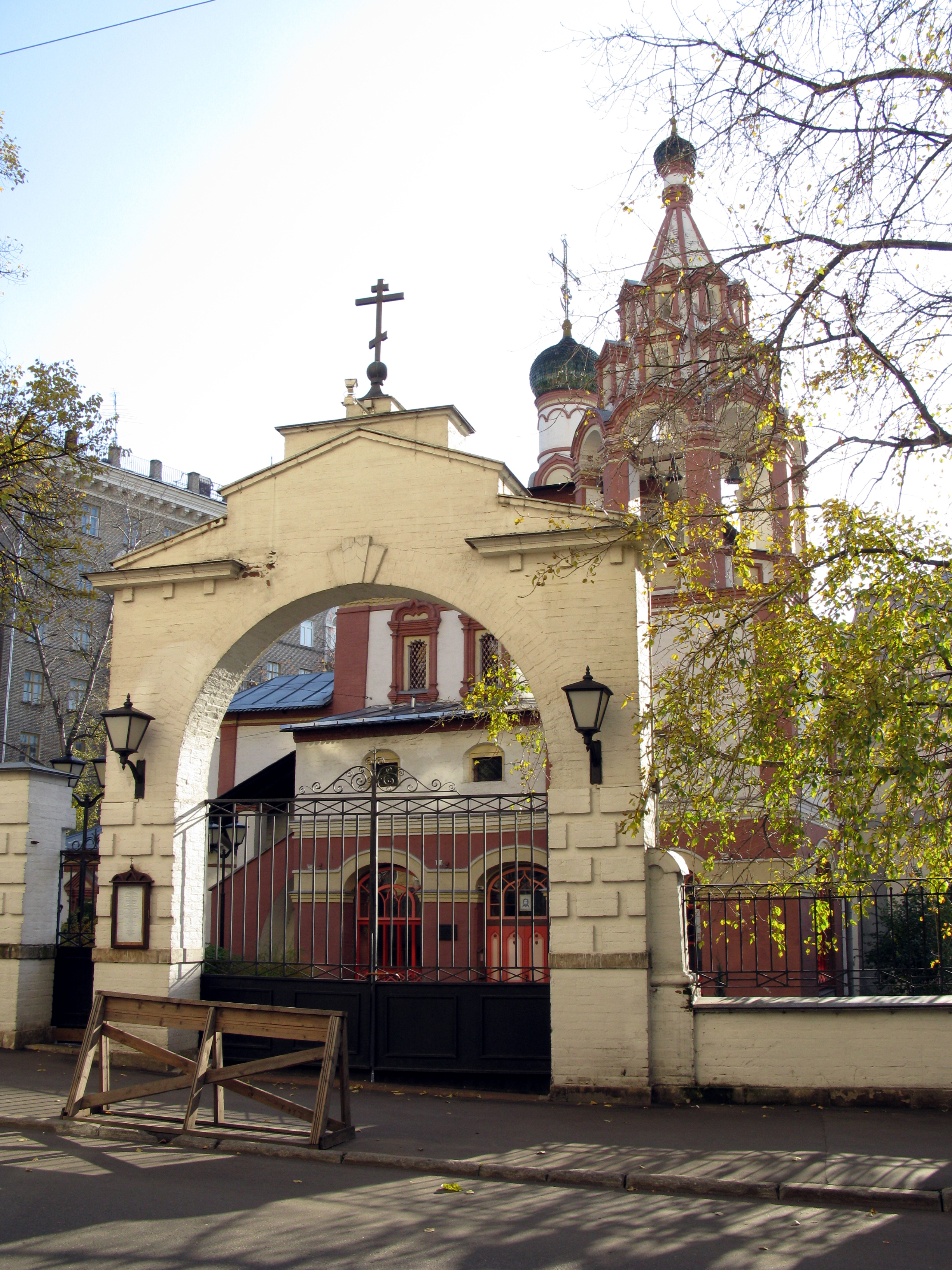
Храм Трёх Святителей
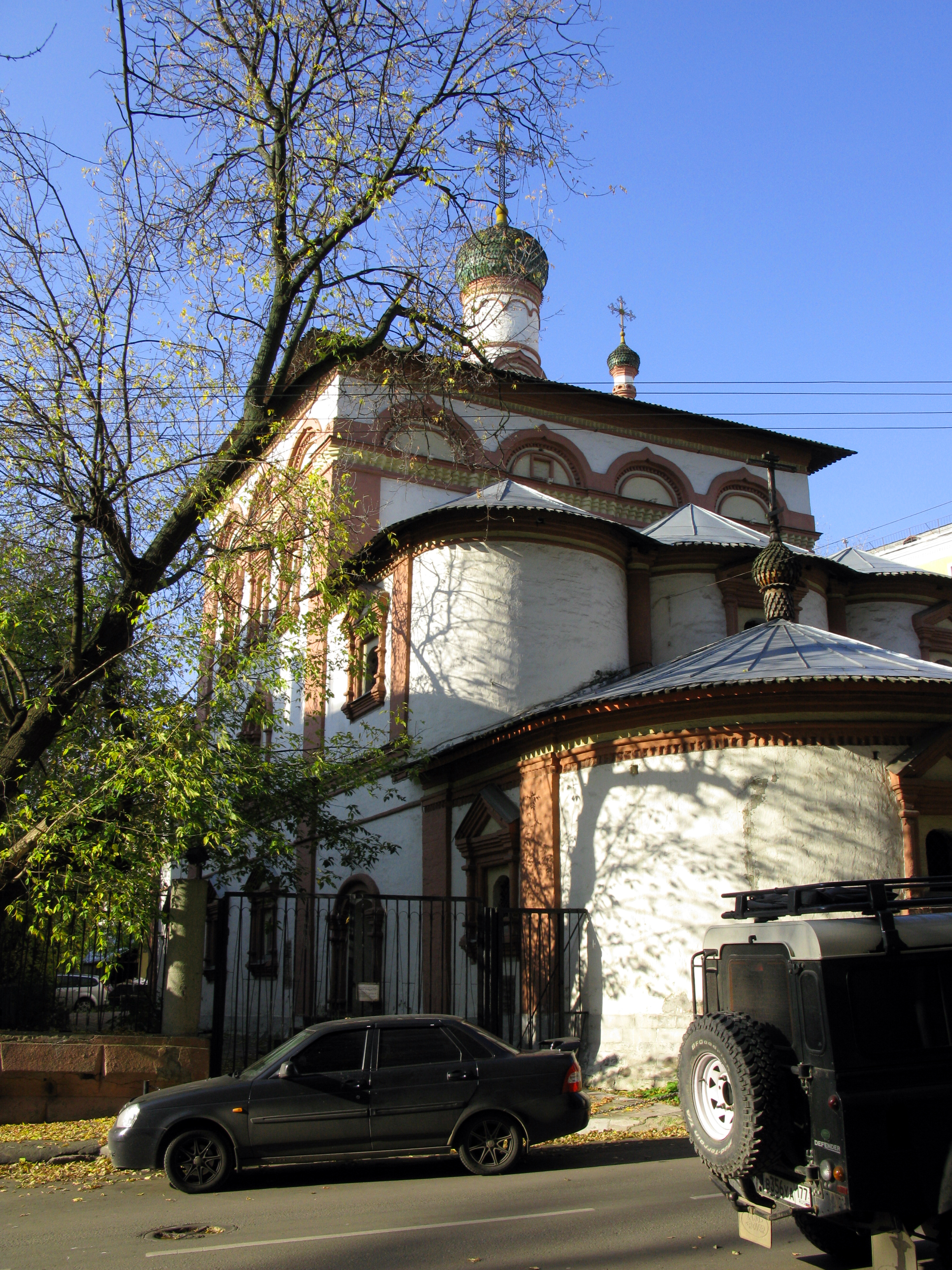
Храм Трёх Святителей
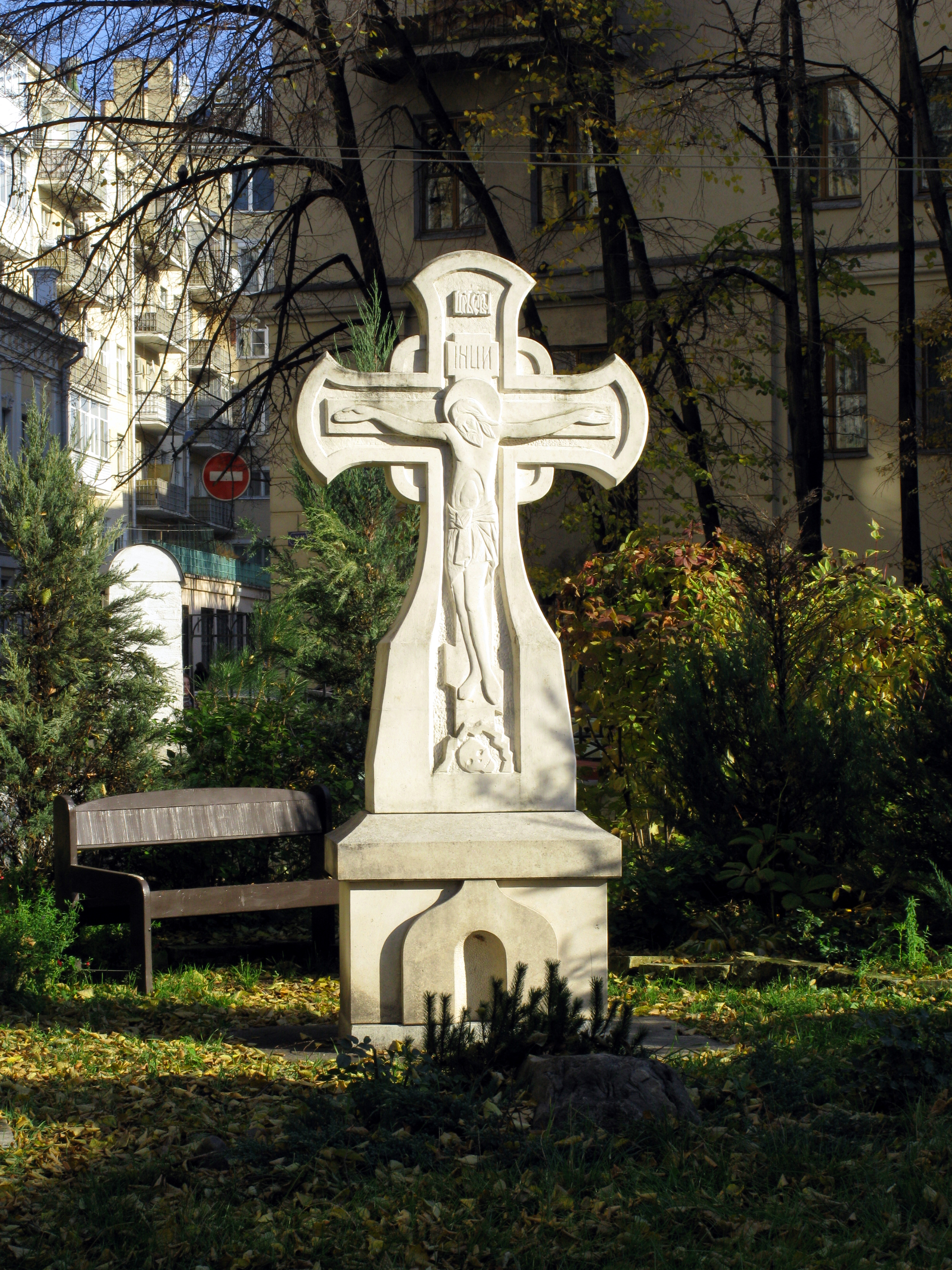
Церковный дворик
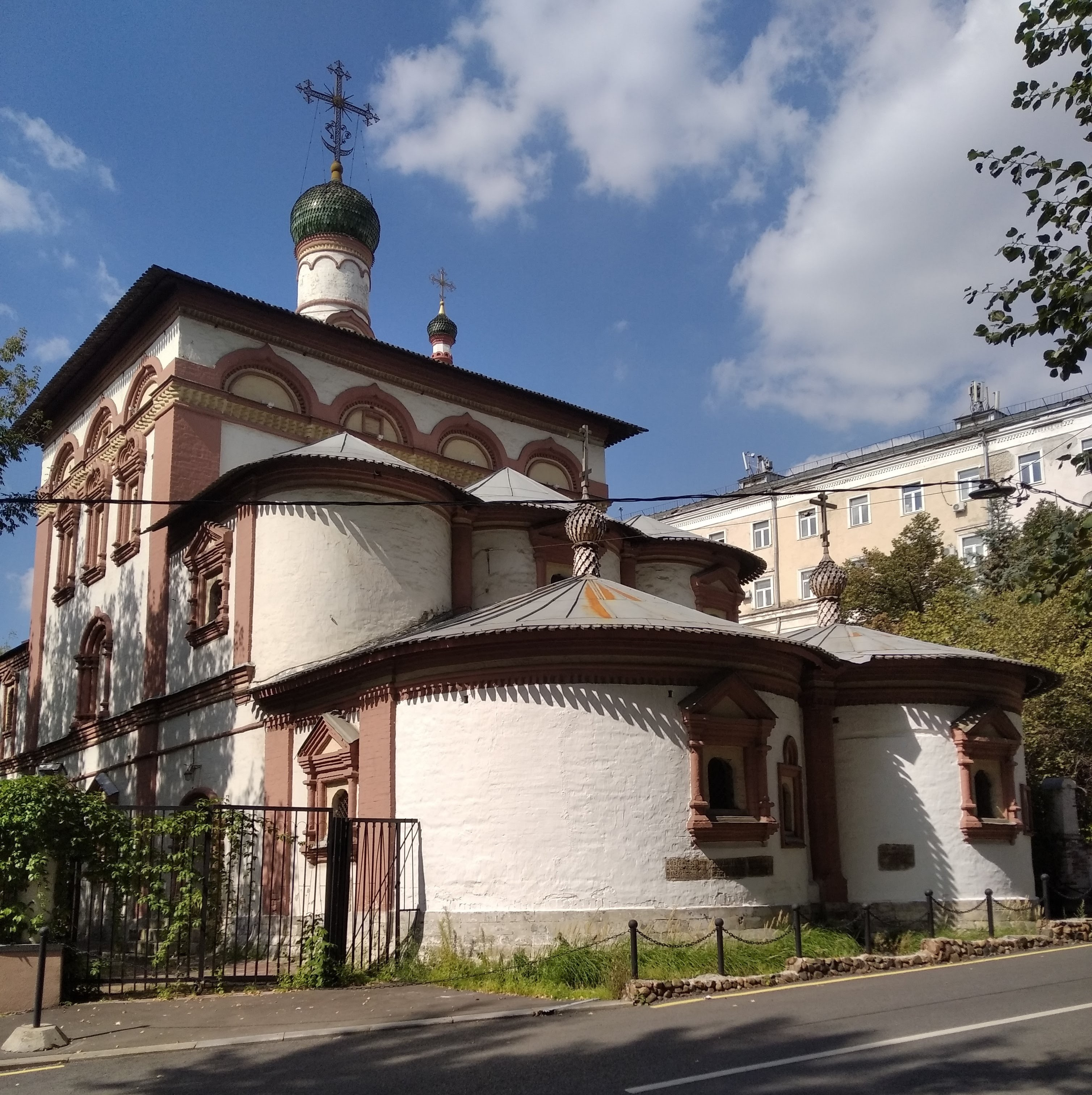
Вид с Хитровского переулка (2024)
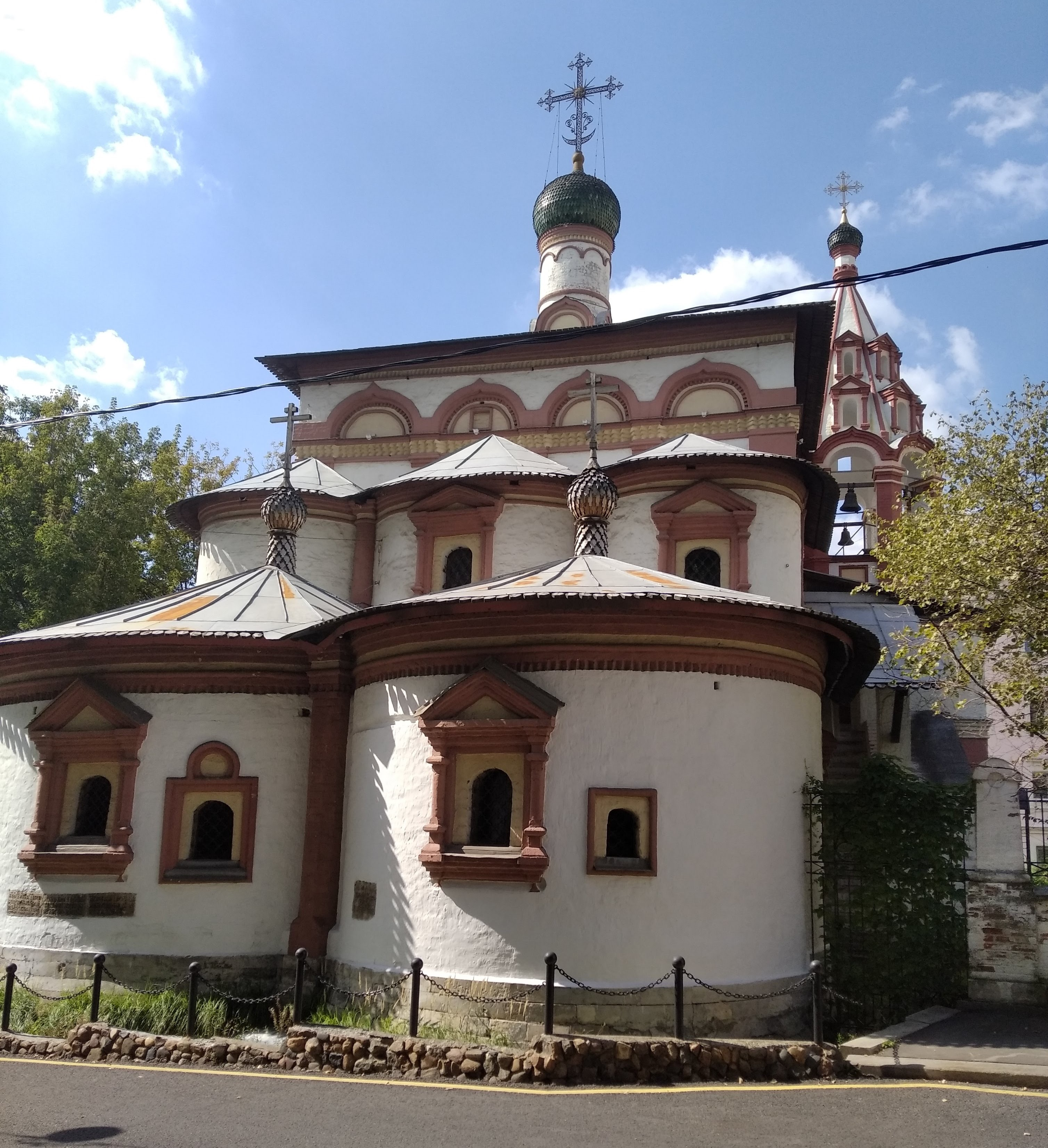
Вид с Хитровского переулка (2024)